# Брентино Белуно
Брентѝно Белу̀но (на италиански: Brentino Belluno; на венециански: Brentin Belun, Бренти Белун) е община в Северна Италия, провинция Верона, регион Венето. Разположена е на 137 m надморска височина. Населението на общината е 1395 души (към 2015 г.).
Административен център на общината е село Ривалта (Rivalta). Други селища са Брентино (Brentino) и Белуно Веронезе (Belluno Veronese).